# Champagne-Ardenne
Champagne-Ardenne (franceză Champagne-Ardenne) a fost una dintre cele 26 regiuni ale Franței de până la reforma administrativ-teritorială din 2014. Capitala regiunii era orașul Châlons-en-Champagne, iar regiunea cuprindea 4 departamente. La 1 ianuarie 2016 a fuzionat cu regiunile Alsacia și Lorena, formând împreună regiunea Grand Est.

## Istoric
Regiunea corespunde destul de mult cu vechea provincie franceză Champagne. În epoca romană, în regiune orașul Reims (latină Durocortorum) era un oraș important aflat la intersecția mai multor drumuri comerciale, fiind unul dintre cele mai populate orașe de la nord de Roma. Tot aici, în 496, regele franc Clovis I a fost creștinat de către Sfântul Remi, motiv pentru care orașul a devenit oraș sfânt al regilor Franței, și locul încoronării lor până la Carol X în 1824. 
În timpul celor două războaie mondiale, un mare număr de bătălii s-au desfășurat pe teritoriul actual al regiunii. În timpul primului război mondial de la Prima bătălie de pe Marna în septembrie 1914 până la A doua bătălie de pe Marna în 1918 linia frontului s-a aflat pe teritoriul actualei regiuni. În timpul celui de-al doilea război mondial în 1940 au avut loc câteva confruntări în timpul Bătăliei Franței iar în 1944 iarna a avut loc Bătălia din Ardeni. În mod simbolic, în anii 60 ai secolului trecut, ceremonia de reconciliere între Franța și Germania a avut loc în Catedrala din Reims în prezența Generalului Charles de Gaulle și a cancelarului vest-german Konrad Adenauer.

## Geografia
Regiunea se află în nord-estul Franței și se învecinează la nord cu Belgia. Are o formă alungită pe axa nord-sud, având o lungime maximă de aproximativ 350 km. În nord se află o parte din masivul ardeni, cu înălțimi de peste 600 m. Partea sudică este formată din platouri situate la aproximativ 300-400 m, străbătute de râuri ce curg spre vest. Principalele râuri sunt Sena, Marne și Aisne.

## Economia
Regiunea este renumită pentru vinurile sale, în principal pentru Șampanie ce își are originile în regiune și este denumire protejată de Uniunea Europeană pentru vinurile spumoase produse aici. În total în regiune sunt peste 282,37 km² de vii, în 2001 fiind produse 263 millioane de sticle din care 37,6% au fost exportate, reprezentând aproximativ 19% din valoarea exporturilor din regiune. Pe lângă aceasta, regiunea este a 3-a regiune a Franței în industria metalurgică și un important centru de construcție de mașini.